# Eodorcadion gorbunovi
Eodorcadion gorbunovi är en skalbaggsart som beskrevs av Aleksandr Sergeievich Danilevsky 2004. Eodorcadion gorbunovi ingår i släktet Eodorcadion och familjen långhorningar. Inga underarter finns listade i Catalogue of Life.